# Åländsk Center
Åländsk Center (förkortat C) är ett politiskt parti grundat av Karl-Anders Bergman på det självstyrda Åland. Karl-Anders Bergman grundade partiet 1976 och var partiets första ordförande. År 2013 blev partiet en observatörmedlem ALDE.
I lagtingsvalet 2015 fick Centern näst mest röster och sju mandat av 30 i det åländska lagtinget. 
I lagtingsvalet 2019 ökade Centern till 9 mandat.
I lagtingsvalet 2023 fick Centern 7 mandat.

## Valresultat genom tiderna
| Valår | Röster | %     | Mandat  | +/- | Placering | I regering |
| ----- | ------ | ----- | ------- | --- | --------- | ---------- |
| 1979  | 3 954  | 42,34 | 14 / 30 | Ny  | Etta      | —          |
| 1983  | 3 704  | 35,62 | 11 / 30 | -3  | Etta      | —          |
| 1987  | 3 063  | 28,73 | 9 / 30  | -2  | Etta      | Koalition  |
| 1991  | 3 242  | 30,16 | 10 / 30 | +1  | Etta      | Koalition  |
| 1995  | 3 118  | 27,78 | 9 / 30  | -1  | Etta      | Koalition  |
| 1999  | 3 292  | 27,32 | 9 / 30  |     | Tvåa      | Koalition  |
| 2003  | 2 980  | 24,14 | 7 / 30  | -2  | Etta      | Koalition  |
| 2007  | 3 107  | 24,23 | 8 / 30  | +1  | Tvåa      | Koalition  |
| 2011  | 3 068  | 23,65 | 7 / 30  | -1  | Etta      | Koalition  |
| 2015  | 2 984  | 21,60 | 7 / 30  |     | Tvåa      | Opposition |
| 2019  | 3 970  | 27,84 | 9 / 30  | +2  | Etta      | Koalition  |
| 2023  | 1 757  | 21,24 | 7 / 30  | -2  | Tvåa      | Koalition  |

Lagtingsledamöter
- Gun Carlson 2003–2011
- Torbjörn Eliasson 2003–2010, 2011–2015
- Anders Englund 1991–2015
- Anders Eriksson 1987–1999
- Ragnar Erlandsson 1987–2007
- Jörgen Gustafsson 2023–
- Roger Höglund 2015, 2019–
- Gyrid Högman 2019–2023
- Harry Jansson 2009–2019
- Jesper Josefsson 2019–
- Runar Karlsson 2003–2005, 2009–2019
- Mikael Lindholm 2015–2023
- Henry Lindström 2005–2011
- Britt Lundberg 1999–2005, 2011–2019
- Robert Mansén 2019–
- Jan-Erik Mattsson 1995–2003, 2005–2011
- Liz Mattsson 2019–
- Roger Nordlund 1983–1991, 2007–2011, 2015–2023
- Jörgen Pettersson 2011–
- Jan Salmén 2007–2011, 2019–
- Roger Slotte 2007–2015
- Veronica Thörnroos 2003–2009, 2015–2019